# Бариш (притока Дністра)
Ба́риш (Баришка) — річка в Україні, в межах Чортківського району Тернопільської області. Ліва притока Дністра (басейн Чорного моря).

## Опис
Довжина 38 км. Площа водозбірного басейну 186 км². Похил річки 5,3 м/км. Долина терасоподібна, в нижній течії каньйоноподібна, завширшки 150—350 м, завглибшки 60—80 м. Заплава завширшки 150—200 м. Річище слабозвивисте, завширшки 3—5 м. Замерзає наприкінці листопада — на початку грудня, скресає на початку березня. Використовується на водопостачання, рекреацію.

## Розташування
Бере початок серед пологих пагорбів Подільської височини біля села Озеряни Бучацької міської громади Чортківського району. Тече на південь. Впадає до Дністра на південний захід від села Сновидів.

## Притоки
- Зубринка, Жванець (ліві).

Береги Бариша, особливо поблизу Дністра, приваблюють чимало туристів. На берегах річки є бази відпочинку.